# 에픽게임즈 스토어
에픽게임즈 스토어(영어: Epic Games Store)는 에픽게임즈가 운영하는 비디오 게임 전문 디지털 상점이다. 에픽사가 운영하는 홈페이지에 접속하거나 전용 클라이언트를 다운받아서 이용할 수 있다.
2018년 12월 6일 게임 어워즈에서 에픽게임즈의 CEO 팀 스위니가 처음 공개했고, 무 DRM 정책과 개발사의 높은 수익률을 장점으로 내세우며 운영을 개시했다.

## 개요
에픽게임즈 스토어는 웹페이지나 런처 두 가지의 방법으로 에픽게임즈 스토어를 사용할 수 있으며, 자동으로 게임을 최신 버전으로 업데이트하고 플레이할 수 있게한다. 에픽게임즈에서 제작한 게임을 실행하던 기존의 에픽 게임 런처에 탑재돼있다.
운영 개시 후 에픽이 제작한 게임은 모두 이를 통해 배포될 예정이며, 타사가 에픽 스토어를 통해 독점적으로 게임을 공개할 경우 해당 개발자에게 수수료를 면제하고 개발을 지원하는 정책을 펼치며 해당 스토어를 통한 발매를 유치하고 있다. 그 외에 해당 플랫폼에 개발하는 경우 12%의 수수료를 받고 있으나, 에픽이 제작한 언리얼 엔진을 사용한 경우 역시 엔진을 사용할 시에 의무적으로 지불하는 5% 수수료를 면제한다.
2019년 내내 격주마다 새로운 무료 게임을 배포하고 있다. 또한 에픽게임즈가 감소된 가격을 대신 개발사에게 지불하는 형태로 세일을 제공한다. 2019년 5월 운영 시작 후 개시된 첫번째 대형 세일에서 몇몇 예외를 제외하고 $15 이상의 게임들의 가격을 $10 이상 낮추는 행사를 진행했다.
운영 직후 상점 내 기능이 부족하다는 지적을 받아들여 다른 디지털 상점에 버금가는 서비스를 추가할 계획이다. 상점에 추가될 유저 리뷰는 옵트인 방식을 통해 평점 폭탄 등 악용될 여지를 피할 방지책을 마련할 예정이다. 도전과제와 클라우드 스토리지 추가도 계획에 있다. 인터넷 포럼을 추가할 계획은 없고, 대신 유저가 겪는 기술적인 문제 및 버그들은 이슈 추적 시스템를 통해 처리하고 개발사들이 레딧이나 디스코드같은 외부 사이트를 통한 유저간의 교류를 권장한다. VR 헤드셋 지원은 아직 예정에 없다.

## 역사
에픽게임즈 스토어가 창설되기 이전, PC 비디오 게임의 디지털 배급은 대부분 스팀과 GOG.com으로 이뤄지고 있었다. 특히 스팀은 2013년 기준으로 모든 디지털 배급의 75%를 차지했다. 스팀과 GOG.com 각각의 운영자인 밸브 코퍼레이션과 CD 프로젝트 레드는 자사의 서비스로 판매된 게임의 수익 30%를 수수료로 가져가는 정책을 유지했다. 2017년 8월 에픽게임즈의 CEO 팀 스위니는 이런 수익 분배방식이 더 이상 합리적이지 않다면서 수익의 8%만 가져가도 플랫폼을 충분히 운영할 수 있다고 주장했다.
2018년 12월 초, 에픽게임즈는 스팀의 수익 30% 수수료 정책에 대한 반항으로 수수료를 단 12%만 받는 자사 디지털 상점을 운영하겠다고 발표했다. 자사 플랫폼에는 어떤 방식으로든 DRM을 걸지않겠다고 약속했다. 2018년 12월 6일, 게임 어워드에서 공식적으로 발표된 에픽게임즈 스토어는 당일날 운영을 개시했다.
 그 다음날 에픽에서 격주마다 새로운 무료 게임을 배포하는 행사를 2019년 내내 유지하겠다고 발표했다. 운영 직후에는 마이크로소프트 윈도우와 맥 OS를 지원하고, 그 이후 안드로이드를 비롯한 다른 운영 체제도 지원목록에 추가했다. 또한 에픽은 구글 스토어가 수익 30%를 가져가는 것에 반해 마찬가지로 12%만 내도 되는 안드로이드용 자사 플랫폼을 출범할 계획을 세웠다. 대한민국에는 2019년 4월 12일부터 정식 서비스를 시작했다.

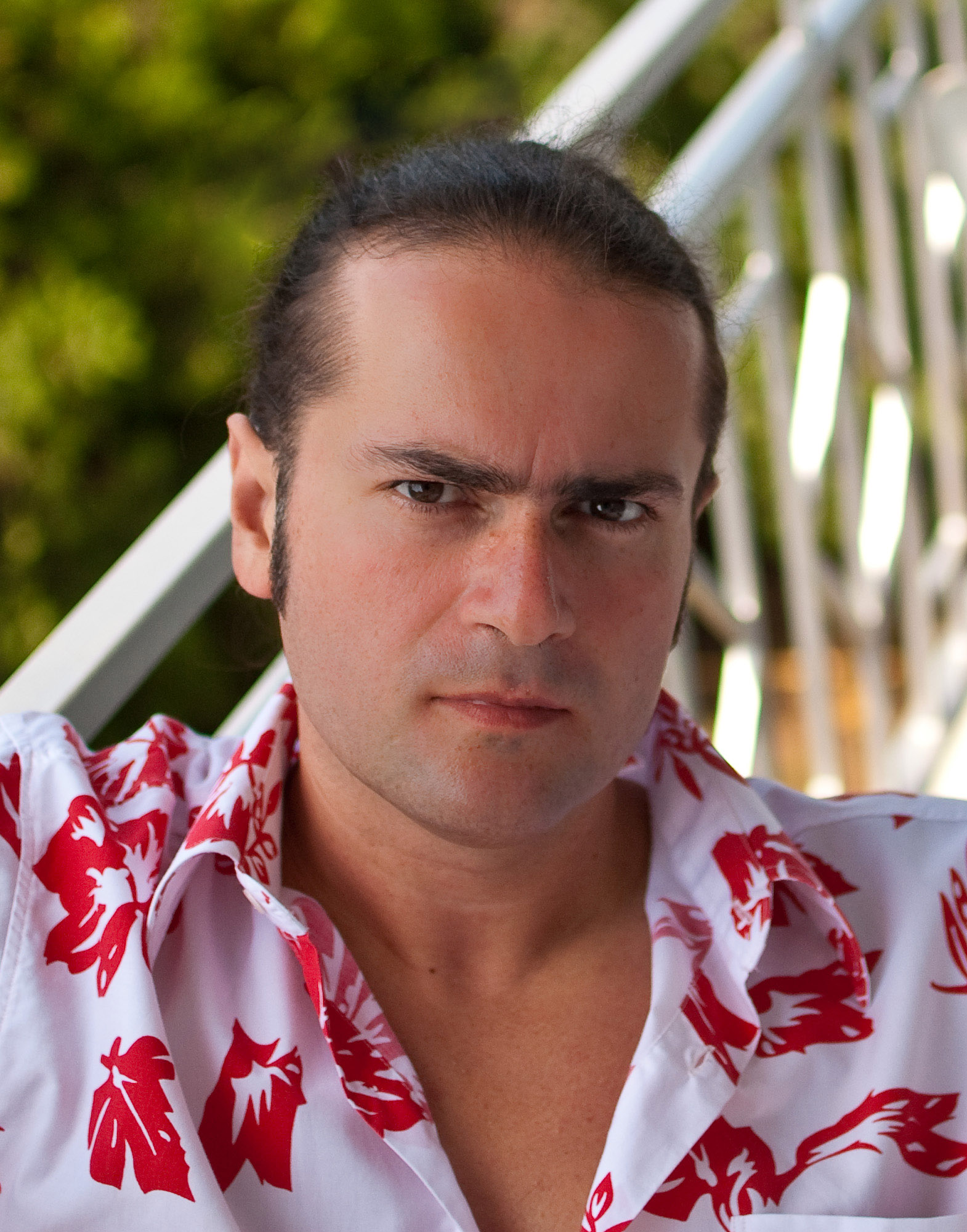
에픽게임즈 스토어의 배급전략 책임자 세르게이 갈리온킨

에픽게임즈 스토어 개발에는 스팀의 이용자 통계를 관장하는 사이트 스팀 스파이의 운영자 세르게이 갈리온킨이 참여했다. 그는 사이트를 운영하면서 얻은 정보를 이용해 개발사들이 에픽에 매력을 가질만한 정책(과잉 소셜기능 절제, 시각적으로 직관적인 디자인)을 제안했다.
출시 직후 에픽게임즈 스토어에 발매되는 게임들은 운영진이 직접 선별하나, 2019년 중반부터는 개발사들의 지원을 직접 받는다. 이 경우 전체적인 상품의 질과 기술적인 결점에 대해 검사하고 최종적으로 게임을 승인하는 과정을 거쳐야 하며, 이는 에셋을 훔쳐오고 내용이 부실한 저질 게임들을 방출하기 위한 것이라고 팀 스위니가 설명했다. 또한 에픽은 성인전용 게임들을 허용하지 않는다.
2019년 1월 유비소프트가 《톰 클랜시의 디비전 2》를 시작으로 에픽 지원을 시작했다. 배급사 딥 실버는 《메트로 엑소더스》를 에픽에 독점발매하면서 타 플랫폼 평균 가격 $60(미국 기준)보다 낮은 $50에 판매했다. 이후 퀀틱 드림과 프라이빗 디비전과도 《디트로이트: 비컴 휴먼》같은 게임들도 에픽게임즈 스토어에 발매하는 계약을 체결했다.

## 반응
에픽게임즈 스토어 개시 며칠 전, 밸브가 자사의 디지털 플랫폼 스팀에서 판매되는 게임의 수익 중 30%를 가져가는 정책을 25%로 변경한다고 발표한 바 있었다. 일부 소규모 개발사들은 이런 정책변경이 대기업들에만 이득이 있고 그 외에는 별 차이가 없다는 의견을 보였다. 때문에 에픽게임즈 스토어가 등장했을 때 몇몇 기자들은 잠재적으로 현재 스팀이 시장에 가진 지분을 뺏어올 수 있다고 보았다. 일부 개발사들은 스팀에 발매하려던 게임들을 에픽게임즈 스토어로 변경해 발매하거나, 기간 독점으로 에픽게임즈 스토어에만 발매 후 일정 기간 후에 다른 플랫폼으로도 발매하는 결정을 내렸다.
에픽게임즈 스토어에 독점적으로 발매하는 개발사 및 배급사들의 움직임에 일부 소비자들은 이를 가정용 콘솔에 기간독점으로 발매되는 게임들과 비교하며 부정적인 의견을 냈다. 4A 게임즈가 개발하고 딥 실버가 배급했던 2019년 게임 《메트로 엑소더스》의 경우, 본래 스팀으로 출시가 예정돼있었으나 발매 몇 주 전 에픽게임즈 스토어에 먼저 출시한 후 1년 후에 스팀에 출시한다고 발표했다. 일부 스팀 사용자들은 이에 대해 상점에 올라온 《메트로》 시리즈에 부정적인 소감을 남기는 방법으로 항의했는데, 이에 대해 딥 실버와 4A 게임스는 에픽게임즈 스토어 독점 발매는 딥 실버의 모회사 코흐 미디어가 결정한 것이라고 설명했다.
스토어 출시 직후 에픽의 프로그램이 유저들의 개인정보를 모아 중국에 판매하는 스파이웨어라는 의심이 인터넷 포럼 등지에서 퍼졌다. 이는 레딧의 한 유저가 작성한 글에 런처가 유저 데이터를 수집한다는 점과 중국 친정부 회사 텐센트가 당시 에픽 주주의 40%를 소유하고 있다는 점을 엮어 제기된 추측에서 촉발된 주장이었다. 에픽측은 해당 프로그램이 수집한 스팀의 친구 목록 등의 정보는 유저에게 편리한 기능을 보조하거나 개발자 지원 시스템에 도움을 주는 용도로만 사용되며, 수집하는 정보의 정도는 사용자 보안 설정에서 조종가능하다는 대답을 내놨다. US게이머와 폴리곤 등 언론에선 에픽 스토어에 독점 출시되는 게임들에 대한 반감이 스토어 출시 당시 마찰이 심한 미중 관계와 겹쳐 점화된 논쟁이라 분석했다.